# شرکت گیتار گیبسون
شرکت گیتار گیبسون (به انگلیسی: Gibson Guitar Corporation) یک تولیدکنندهٔ قدیمی گیتارهای آکوستیک و الکتریک در کشور آمریکا است. به غیر از نام تجاری گیبسون، نام‌های اپیفون، کرامر، ولی آرتز، استینبرگر، توبیاس و کالامازو از دیگر برندهای شناخته شدهٔ این شرکت هستند.
گیبسون به غیر از گیتار، تولیدکنندهٔ پیانوهای بالدوین، سِت‌های درامز با نشان اسلاینجرلند، آمپلی‌فایرهای گیبسون و اپیفون و لوازم جانبی گیتار نیز هست.
بنیان‌گذار شرکت، اورویل گیبسون، در سال‌های پایانی دههٔ ۱۸۹۰ در کالامازوی میشیگان به ساخت ماندولین اشتغال داشت. او ابداع کنندهٔ گیتارهای آرک‌تاپ است که تا به امروز در میان نوازندگان جَز و بلوز طرفدار دارد.تمامی محصولات شرکت گیبسون در خاک کشور امریکا تولید می‌شوند. کارخانه مرکزی شرکت گیبسون در شهر نشویل ایالت تنسی آمریکا واقع شده است و تمامی محصولات این شرکت، در همین کارخانه تولید می‌شوند. همچنین روند کنترل کیفیت و تست محصولات نیز در مجموعه‌ای در مجاورت کارخانه مرکزی گیبسون صورت می‌گیرد.

## تاریخچه طرح های شرکت

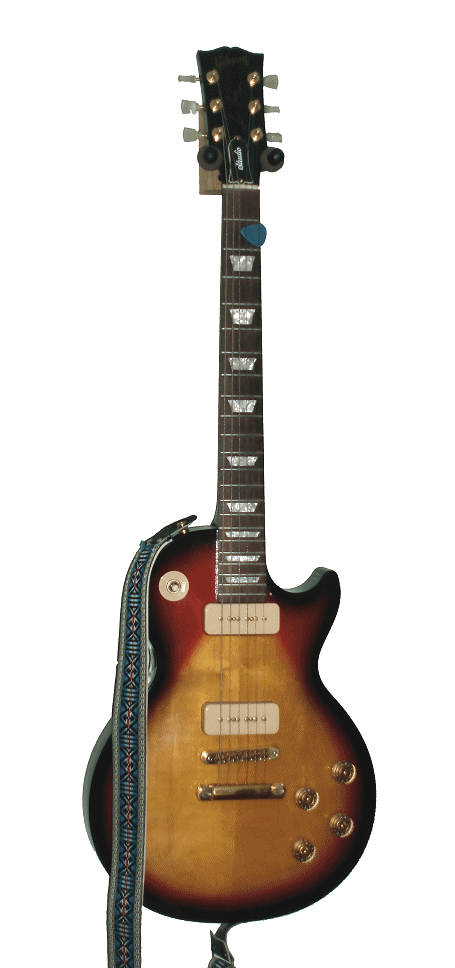
سری جواهرات گیبسون لس پال استودیو نسخه محدود ۱۹۹۶

شرکت گیبسون از دههٔ ۱۹۵۰ تولید گیتارهای بدنه توپُر را با نام تجاری لس پال شروع کرد که یکی از شناخته‌شده‌ترین مدل‌های گیتار الکتریک میان نوازندگان سبک‌های مختلف است.
شرکت گیبسون با الهام گرفتن از بدنه گیتار آکوستیک، طرحی به اسم لس پائول را ارائه نمود که نوازندگان چیره دستی همچون اسلش و گری مور از طرح های مورد علاقه شان است. در طی سال های ۱۹۷۰ و ۸۰ میلادی کمپانی های بسیاری شروع به فعالیت کردند و با به وجود آمدن سبک های جدیدی در راک و متال، گزینه های بسیاری در اختیار نوازندگان قرار گرفت. شرکتی مانند ای اس پی و جکسون و بی سی ریچ از پرچمداران تولید گیتار الکتریک های مدرن در اواخر قرن ۲۰ بشمار می آمدند و برای بسیاری از نوازندگان سبک متال، سازهای سفارشی تولید کردند.
بدین شکل برندهایی مانند فندر و گیبسون راه خود را از مسیر متال جدا کردند و بیشتر سازهایی مخصوص راک و بلوز و جز تولید کردند.
امروزه در قرن بیستم شاهد هستیم که با نوآوری در تکنولوژی و موسیقی، سبک هایی پدید آمده که برندهایی جدید شروع به فعالیت کردند تا بتوانند گیتارهای الکتریک اصطلاحا مدرن را به بازار عرضه کنند. برندهایی همچون کایسل و چپمن از نامداران این سبک از گیتارها محسوب می شوند.

بدنه فلائینگ وی نیز که در ابتدا توسط شرکت گیبسون تولید شد، گیتاری به شکل حرف وی انگلیسی می باشد که بعده ها توسط کمپانی جکسون سفارشی شد و ظاهری جدید به اسم آر آر (مخفف نوازنده فقید رندی رز) پیدا کرد. تفاوت دو طرح فلائینگ وی و آر آر در این است که طرح آر آر یکی از پایه ها کوتاه تر نسبت به دیگری است.